# Urszula Zarzycka-Sutter
Urszula Zarzycka-Sutter (ur. 16 września 1950) – polska archiwistka, dyrektor Archiwum Państwowego w Łodzi (1995–2005).

## Życiorys
Ukończyła studia historyczne na Uniwersytecie Łódzkim oraz kurs archiwalny oraz kurs z zakresu paleografii łacińskiej i staropolskiej, a także podyplomowe studia archiwistyki na Uniwersytecie Mikołaja Kopernika w Toruniu. Od 1973 pracowała Archiwum Państwowym w Łodzi, w 1995 obejmując stanowisko dyrektora, pełnione do 2005 roku. Należy do Stowarzyszenia Archiwistów Polskich, gdzie pełniła funkcję Członka Prezydium Zarządu Głównego (1997–2007), a także do Polskiego Towarzystwa Historycznego i Rady Programowej Rocznika Łódzkiego.

## Odznaczenia
- Brązowy Krzyż Zasługi[2],
- Złoty Krzyż Zasługi (1999)[5][2],
- Odznaka honorowa „Za zasługi dla archiwistyki”[2].